# Линшуй-Лиский автономный уезд
Линшу́й-Ли́ский автоно́мный уе́зд (кит. упр. 陵水黎族自治县, пиньинь Língshuǐ Lízú zìzhìxiàn) — автономный уезд провинции Хайнань (КНР).

## История
Уезд Линшуй (陵水县) был создан во времена империи Суй в 611 году. Во времена империи Сун он был в 1074 году расформирован, но уже в 1080 году образован вновь.
После перехода острова Хайнань под контроль КНР был создан Административный район Хайнань (海南行政区) провинции Гуандун, и уезд вошёл в его состав. 20 апреля 1952 года в составе Административного района Хайнань был создан Хайнань-Ли-Мяоский автономный район уездного уровня (海南黎族苗族自治区), и уезд стал подчиняться его властям. 17 октября 1955 года Хайнань-Ли-Мяоский автономный район был преобразован в Хайнань-Ли-Мяоский автономный округ (海南黎族苗族自治州).
В декабре 1958 года уезды Линшуй, Ясянь и Баотин были объединены в уезд Юйлинь (榆林县). В феврале 1959 года уезд Юйлинь был переименован в Ясянь (崖县). В ноябре 1959 года из уезда Ясянь был вновь выделен уезд Баотин, а 1 июня 1961 года был воссоздан и уезд Линшуй.
В 1970 году Административный район Хайнань был переименован в Округ Хайнань (海南地区), но в 1972 году округ снова стал административным районом.
Постановлением Госсовета КНР от 20 ноября 1987 года (вступило в силу 31 декабря 1987 года) был расформирован Хайнань-Ли-Мяоский автономный округ, и все входившие в него административные единицы уездного уровня стали подчиняться напрямую властям административного района; уезд Линшуй этим же постановлением был преобразован в Линшуй-Лиский автономный уезд.
13 апреля 1988 года Административный район Хайнань был преобразован в отдельную провинцию Хайнань.

## Население
В уезде проживают аборигены ли и пришлые ханьцы. Вдоль побережья сохраняются «плавучие деревни» народности даньцзя.

## Административное деление
Автономный уезд делится на 9 посёлков и 2 волости.

## Экономика

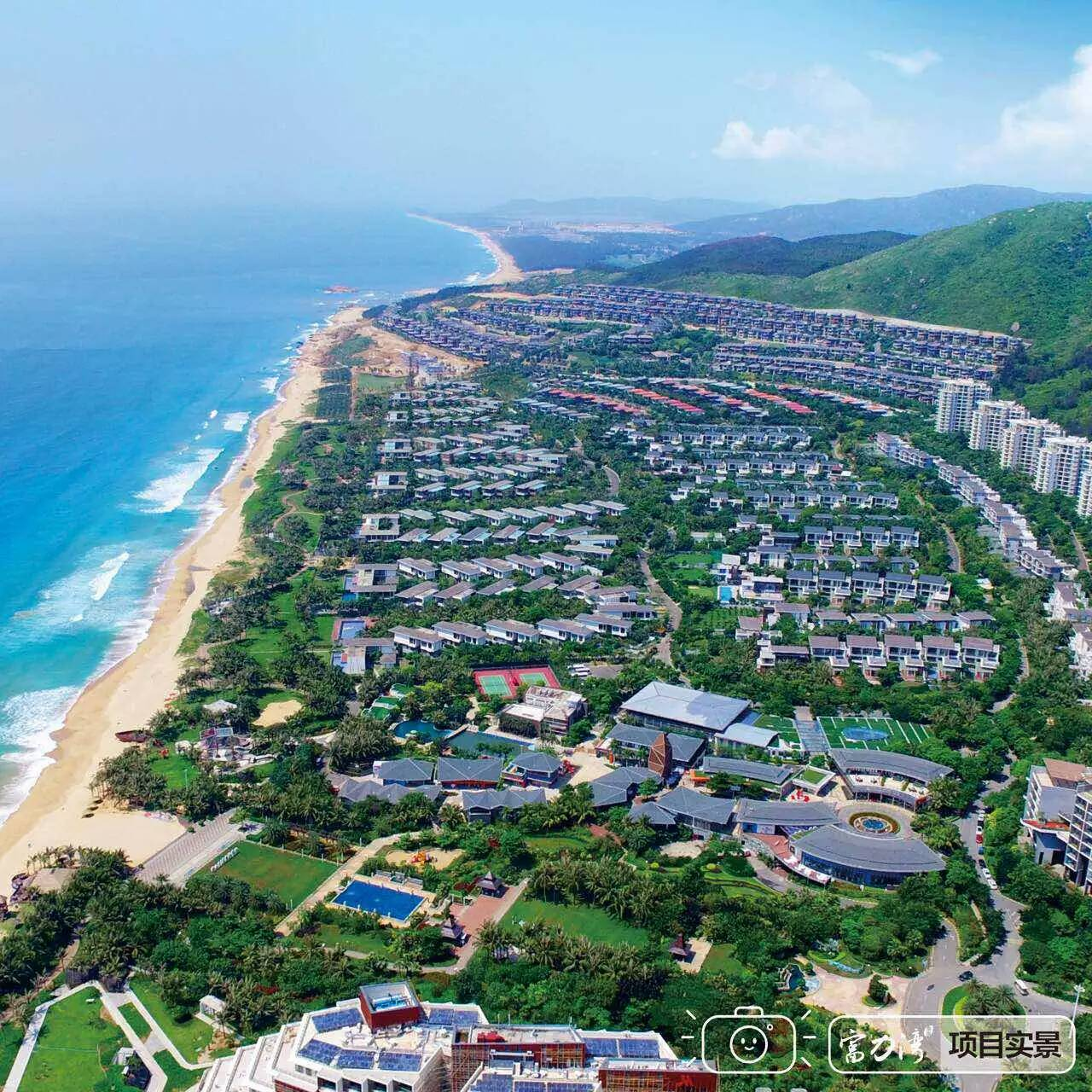
Курортный комплекс

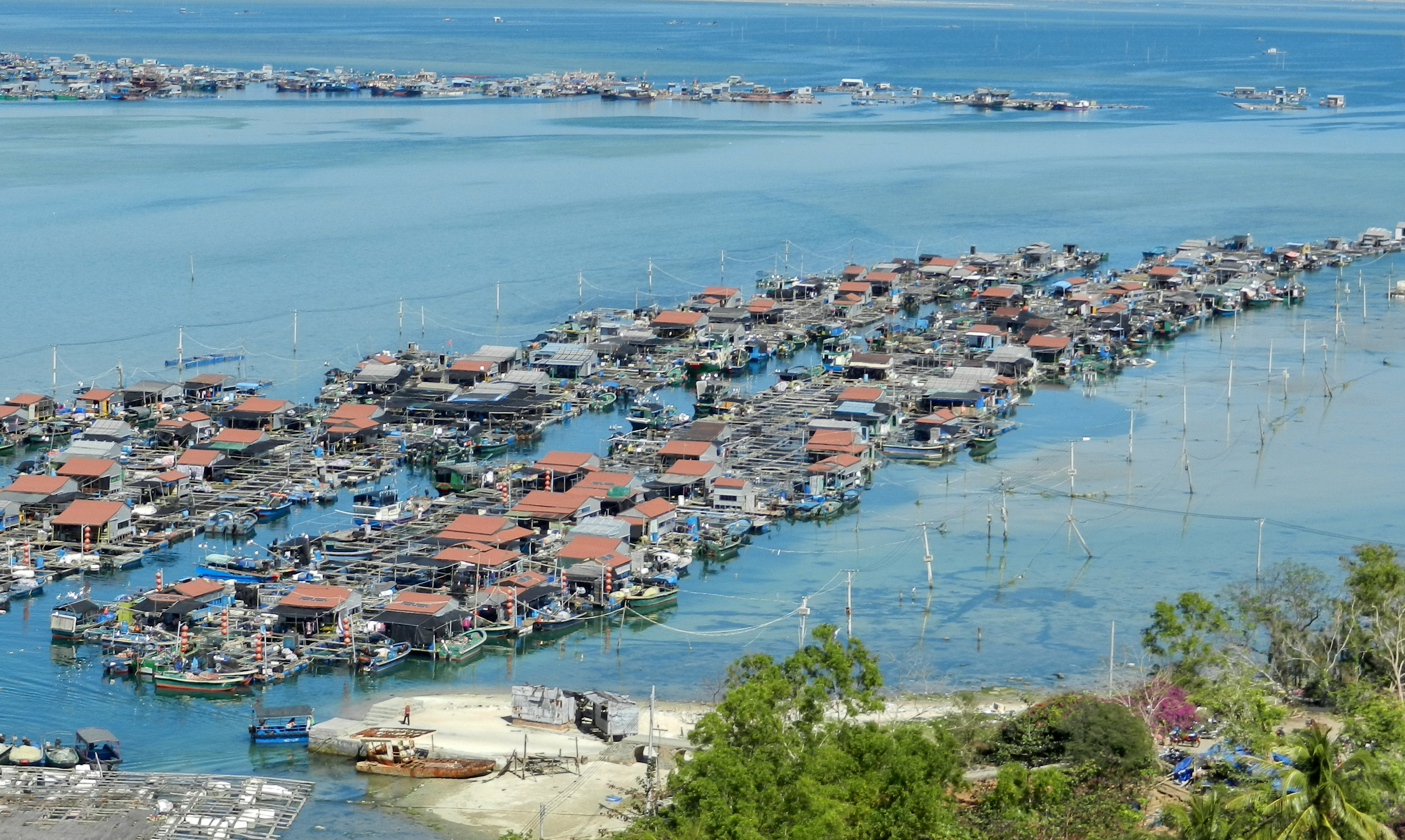
Плавучая деревня

У побережья уезда компания China National Offshore Oil Corporation на своих глубоководных платформах добывает нефть и газ. Часть газа идёт на нужды провинции Хайнань, часть с помощью газопроводов и газовых танкеров экспортируется в Гуандун и Гонконг.
Важное значение имеет сельское хозяйство (особенно выращивание питайи), морское рыболовство и разведение в прибрежных водах морепродуктов.
Активно развивается цифровая экономика, в частности индустрия хранения и обработки больших данных, искусственного интеллекта и облачных вычислений.   

### Туризм
Залив Линшуй, примыкающий с востока к курорту Санья, является популярным туристическим центром. Вдоль побережья залива расположены отели и курортные комплексы международных сетей JW Marriott, Westin, Holiday Inn и Wyndham.